# Hans Bethe
Hans Albrecht Bethe (phát âm tiếng Đức: [ˈhans ˈalbʁɛçt ˈbeːtə]; 2 tháng 7 năm 1906 – 6 tháng 3 năm 2005) là nhà vật lý hạt nhân người Mỹ gốc Đức. Năm 1967 ông được trao giải Nobel Vật lý cho những nghiên cứu về lý thuyết tổng hợp hạt nhân sao. Là một nhà vật lý uyên bác, Bethe cũng có nhiều đóng góp quan trọng cho lý thuyết điện động lực học lượng tử, vật lý hạt nhân, vật lý trạng thái rắn và thiên văn vật lý. Trong thời gian xảy ra chiến tranh thế giới lần thứ hai, ông là lãnh đạo Phân viện Lý thuyết (Theoretical Division) trong chương trình bí mật của phòng thí nghiệm Los Alamos nhằm phát triển bom nguyên tử. Tại đây ông đóng vai trò quan trọng trong việc tính toán khối lượng tới hạn cho bom nguyên tử, và nghiên cứu trên lý thuyết về phương pháp nổ sập, phương pháp này đều đã được sử dụng tại cuộc thử nghiệm Trinity và trong quả bom nguyên tử "Fat Man" thả xuống Nagasaki, Nhật Bản. Trong phần lớn sự nghiệp khoa học của mình, Bethe là giáo sư tại Đại học Cornell.
Trong những năm 1950, Bethe cũng đóng vai trò quan trọng trong chương trình phát triển bom hydro của Mỹ, mặc dù ban đầu ông tham gia vào chương trình nhằm mục đích chứng minh nó không thể chế tạo được. Sau đó, Bethe cùng với Albert Einstein tham gia vào Ủy ban khẩn cấp của các nhà khoa học nguyên tử nhằm chống lại các vụ thử nghiệm vũ khí hạt nhân và chạy đua vũ trang hạt nhân. Ông tác động đến Nhà Trắng để yêu cầu ký vào hiệp ước cấm thử vũ khí hạt nhân trong khí quyển năm 1963 và 1972 Hiệp ước chống tên lửa đạn đạo, SALT I. Những kết quả nghiên cứu khoa học của ông cũng không bị quên lãng ngay cả khi ông về hưu. Freeman Dyson gọi Bethe là "người giải quyết vấn đề cao cấp trong thế kỷ 20."

## Các tác phẩm
- Bethe, H. A. "Theory of High Frequency Rectification by Silicon Crystals", Phòng thí nghiệm bức xạ, Học viện công nghệ Massachusetts (MIT), Bộ năng lượng Hoa Kỳ (trước đây là Ủy ban năng lượng nguyên tử Hoa Kỳ), (29 tháng 10 năm 1942).
- Bethe, H. A. "Theoretical Estimate of Maximum Possible Nuclear Explosion", Knolls Atomic Power Laboratory-Schenectady, N.Y., Bộ năng lượng Hoa Kỳ (trước đây là Ủy ban năng lượng nguyên tử Hoa Kỳ), (31 tháng 1 năm 1950).
- Bethe, H. A.; Rajaraman, R. "Three-body Problem in Nuclear Matter", Đại học nam California-Los Angeles, Bộ năng lượng Hoa Kỳ (trước đây là Ủy ban năng lượng nguyên tử Hoa Kỳ), (1967).
- Bethe, H. A. "Note on Inverse Bremsstrahlung in a Strong Electromagnetic Field", Phòng thí nghiệm quốc gia Los Alamos (LANL), Bộ năng lượng Hoa Kỳ (trước đây là Ủy ban năng lượng nguyên tử Hoa Kỳ), (tháng 9 năm 1972).
- Bethe, H. A. "Pauli Principle and Pion Scattering", Phòng thí nghiệm quốc gia Los Alamos (LANL), Bộ năng lượng Hoa Kỳ (trước đây là Ủy ban năng lượng nguyên tử Hoa Kỳ), (tháng 10 năm 1972).
- Bethe, H. A. "Fusion Hybrid Reactor", Phòng thí nghiệm quốc gia Sandia, Bộ năng lượng Hoa Kỳ, (tháng 8 năm 1981).